# Orobothriurus ampay
Espèce
Orobothriurus ampay est une espèce de scorpions de la famille des Bothriuridae.

## Distribution
Cette espèce est endémique de la région d'Apurímac au Pérou. Elle se rencontre entre 3 100 et 3 550 m d'altitude dans le sanctuaire national Ampay dans la forêt de Podocarpus glomeratus.

## Description
Le mâle holotype mesure 19,5 mm et la femelle paratype 33,1 mm, les femelles mesurent jusqu'à 34,8 mm

## Étymologie
Son nom d'espèce lui a été donné en référence au lieu de sa découverte, le sanctuaire national Ampay.

## Publication originale
- Ochoa & Acosta, 2003 : Una nueva especie de Orobothriurus (Scorpiones: Bothriuridae) del Santuario Nacional Ampay, Apurímac, Perú. Revista Peruana de Entomologia, vol. 43, p. 1-6 (texte intégral).